# Petrokemi

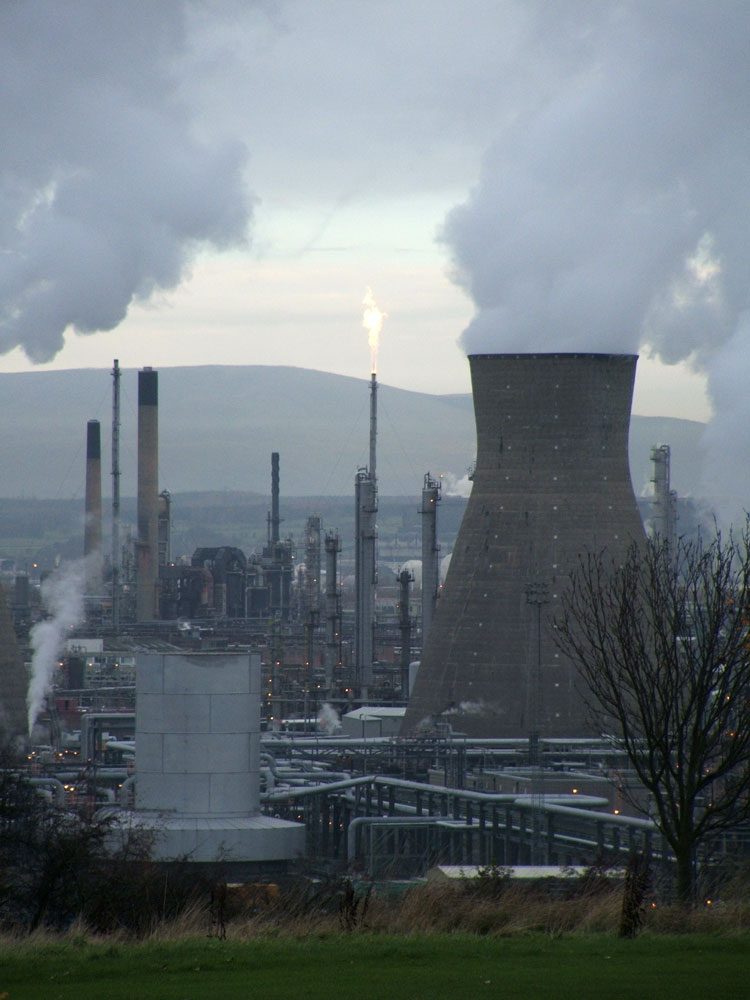
Petrokemiskt raffinaderi i Grangemouth, Skottland.

Petrokemi är en avdelning inom den industriella kemin, som sysslar med raffineringen av petroleum och naturgas samt deras sidoprodukter.